# Strong City (Kansas)
Strong City è un comune degli Stati Uniti d'America, situato nello Stato del Kansas, nella contea di Chase.